# حياة ليوناردو دا فينشي الشخصية
ليوناردو دا فينشي (1452 - 1519 م)، يعد من أشهر فناني النهضة الإيطاليين على الإطلاق وهو مشهور كرسام، نحات، معماري، وعالم. كانت مكتشفاته وفنونه نتيجة شغفه الدائم للمعرفة والبحث العملي، له آثار عديدة على مدارس الفن بإيطاليا امتدت لأكثر من قرن بعد وفاته. وإن أبحاثه العلمية خاصة في مجال علم التشريح، البصريات وعلم الحركة والماء. وهي لا تزال حاضرة ضمن العديد من اختراعات عصرنا الحالي.
وكانت حياته الشخصية دوماً موضوعاً مثيراً للحماس ولاهتمام الكثيرين، ومصب العديد من التكهنات في غضون بضع سنوات بعد وفاته. تم اعتبار ليوناردو دوماً رجلاً موسوعياً ومن أعلام عصر النهضة حيث وصفه جورجو فازاري كاتب سيرة النهضة بأنه توجد فيه صفات «تتجاوز الطبيعة» وبأنه «رائع مع وفرة في حس الجمال والموهبة».
الحماس والاهتمام بحياة ليوناردو الشخصية استمر بعدها ولا زال مستمرا لأكثر من 500 عام.

## طفولته
ولد ليوناردو دا فينشي في 15 نيسان 1452، في الساعة الثالثة من الليل  في مزرعة تبعد حوالي 3 كيلومترات من المدينة بين أنجيانو وفالتوغنانو.حين ولد ليوناردو كان اسمه بالكامل (بالإيطالية: Leonardo di ser Piero da Vinci)‏. نصف مليون زائر سنويا يأتون لزيارة متحف ليوناردو في مسقط رأسه 

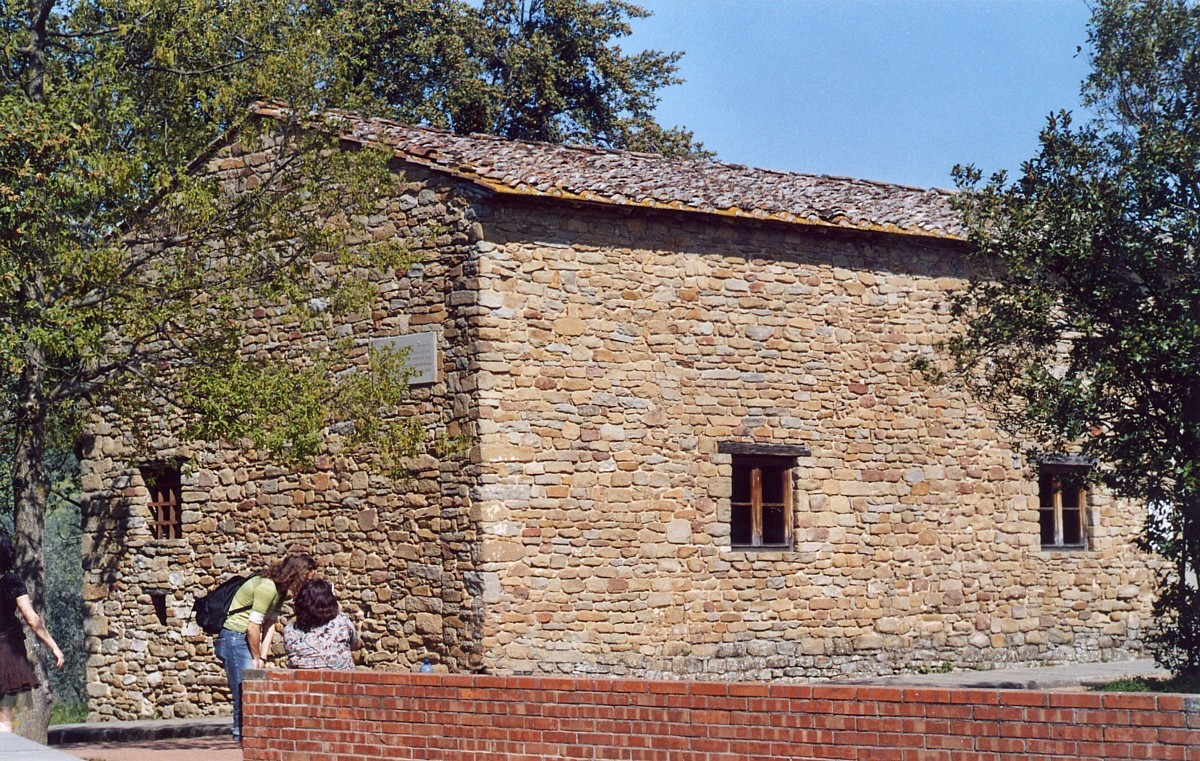
منزل طفولة ليوناردو في فينشي.

## لقراءة أوسع
- Rachel Annand Taylor (1991). Leonardo The Florentine: A Study in Personality. Easton Press. (hardback).
- Abbott, Elizabeth (2001). A History of Celibacy. Da Capo Press. ISBN 0-306-81041-7.
- Crompton, Louis (2006). Homosexuality and Civilization. Harvard University Press. ISBN 0-674-02233-5.
- Gilbert, Creighton and Michelangelo Merisi da Caravaggio (1995). Caravaggio and His Two Cardinals. Penn State Press. ISBN 0-271-01312-5.

https://ar.m.wikipedia.org/wiki/ليوناردو_دا_فينشي
- Leonardo da Vinci: anatomical drawings from the Royal Library, Windsor Castle. New York: The Metropolitan Museum of Art. 1983. {{استشهاد بكتاب}}: الوسيط غير المعروف |الرقم المعياري= تم تجاهله يقترح استخدام |ردمك= (مساعدة) وروابط خارجية في |عنوان= (مساعدة)
- Wittkower, Rudolph and Margaret Wittkower (2006). Born Under Saturn: The Character and Conduct of Artists : A Documented History from Antiquity to the French Revolution. New York, New York Review of Books. ISBN 1-59017-213-2.

## وصلات خارجية
- لوحات ورسومات ليوناردو نسخة محفوظة 16 يوليو 2006 على موقع واي باك مشين.
- وصية ليوناردو
- إعادة إظهار بصمات أصابع ليوناردو دافينشي